# Phrynobatrachus pakenhami
Espèce
Synonymes
- Phrynobatrachus nigripes Pickersgill, 2007

Statut de conservation UICN

 EN B1ab(iii) : En danger
Phrynobatrachus pakenhami est une espèce d'amphibiens de la famille des Phrynobatrachidae.

## Répartition
Cette espèce est endémique du Nord de l'île de Pemba en Tanzanie,.

## Taxinomie
L'espèce Phrynobatrachus nigripes est désormais considérée comme synonyme de Phrynobatrachus pakenhami. Elle pourrait avoir été décrite sur la base de juvéniles de cette espèce.

## Étymologie
Cette espèce est nommée en l'honneur de Richard Hercules Wingfield Pakenham.

## Publication originale
- Loveridge, 1941 : New geckos (Phelsuma & Lygodactylus), snake (Leptotyphlops) and frog (Phrynobatrachus) from Pemba Island, East Africa. Proceedings of the Biological Society of Washington, vol. 54, p. 175-178 (texte intégral).